# Euphrasia alsa
Euphrasia alsa là loài thực vật có hoa thuộc họ Cỏ chổi. Loài này được F.Muell. mô tả khoa học đầu tiên năm 1855.